# Нацагийн Багабанди
Нацагийн Багабанди (монг. Нацагийн Багабанди?, ᠨᠠᠴᠤᠭ ᠤᠨ 
ᠪᠠᠭᠠᠪᠠᠨᠳᠢ? род. 22 апреля 1950, Дзабханский аймак, Монголия) — монгольский государственный деятель, президент Монголии с 20 июня 1997 до 24 июня 2005 от МНРП.

## Биография
Родился в крестьянской семье. Окончил Ленинградский техникум холодильной промышленности, Одесский технологический институт пищевой промышленности (1980; специальность — инженер холодильных установок), Академию общественных наук при ЦК КПСС (1987). Кандидат философских наук.
В 1979 году вступил в Монгольскую народно-революционную партию. В 1997 году приостановил членство в партии в связи с избранием президентом. После ухода с поста главы государства в 2005 году восстановил членство в МНРП.
- С 1972 (с перерывом на учёбу) — слесарь-ремонтник, механик, инженер.
- В 1980—1984 — заведующий идеологическим отделом Центрального аймачного комитета МНРП.
- В 1987-1990 — лектор, заведующий сектором, советник отдела в аппарате ЦК МНРП.
- В 1990-1992 — член президиума, секретарь ЦК МНРП, заместитель председателя партии.
- В 1992—1996 — председатель Великого государственного хурала (ВГХ).
- В 1996—1997 — председатель фракции МНРП в ВГХ).

В 1997 году — председатель МНРП. Был избран на этот пост в феврале, незадолго до президентских выборов, которые проходили в сложных для партии условиях, после её поражения на парламентских выборах 1996 года. Несмотря на это, смог получить поддержку избирателей на президентских выборах 1997 года, убедительно (62,5 % голосов избирателей в первом же туре голосования) победив своего предшественника Пунсалмаагийна Очирбата, опиравшегося на парламентское большинство.
В 2001 году был переизбран на пост главы государства. Второй президент в истории Монголии (и первый, дважды избранный на всенародных выборах). Несмотря на приостановку членства в МНРП, сохранял близкие контакты с этой партией. Во внешней политике выступал за приоритетное развитие отношений с Россией и Китаем.
Женат. Имеет двоих детей.

## Награды
- Орден Чингисхана (2011 год).
- Орден Сухэ-Батора (13 сентября 2006 года)[1].
- Орден Дружбы (19 апреля 2000 года, Россия) — за большой личный вклад в развитие российско-монгольского сотрудничества[2].
- Орденская цепь со знаком Большого креста ордена Заслуг (2005 год, Венгрия)[3]